# ويستلايف
ويستلايف (بالإنجليزية: Westlife)‏ فرقة بوب إيرلندية، احترفت الغناء في يوليو 1998، وتم تأسيس الفرقة في 3 يوليو 1998. جمعهم سايمون كويل ويدير الفرقة الآن لويس والش. وعلى مر الأعوام تطورت الموسيقى التي يقدمونها من البوب إلى موسيقى الشباب المعاصرة مع التركيز على الأغاني الراقصة.
تشكلت الفرقة في الأصل من نيكي بايرن، وكيان إيجان، ومارك فيهلي، وشين فيلان، وبريان مكفادين - الذي ترك الفرقة ليتفرغ لأعماله الفردية، حيث يمثل فيلان وفيهلي المغنيان الرئيسيان للفرقة، بينما يشترك كل أعضاء الفرقة في كتابة كلمات الأغاني - مع ملاحظة أن أغلب أغانيهم المشهور كتبها أشخاص من خارج الفرقة. حازت 14 أغنية لهم على القمة في المملكة المتحدة ليشكلوا بذلك المركز الثالث على مستوى تاريخ المملكة بعد إلفيس بريسلي والبيتلز، كما كانوا أول من يحصل على 4 أغاني في المركز الأول في نفس العام، وأول من يحوز على المركز الأول بأول 7 أغاني منفردة لهم. وحاز الفريق على العديد من الجوائز. وباعت الفرقة فوق 50 مليون حول العالم من حيث الاغاني المنفردة. أعلنت الفرقة وبشكل رسمي في 19 أكتوبر 2011 انهم سينفصلو بعد طرحهم الالبوم الأخير قبل الانفصال.

## التاريخ
بدأت قصة فريق "Westlife" في بلدة سليغو غرب إيرلندا، عندما قّدم الثلاثي كاين، مارك، شاين، عرضاً غنائياً في إطار مسابقة مدرسية وحصدوا نجاحاً باهراً دفعهم لتكوين فريق غنائي، بعدما إنضم إليهم كل من ديريك، غراهام، مايكل، فأطلقوا على فريقهم اسم "6As1" ثم ستبدله باسم "I.O.YO"في عام 1997.
أصدر الفريق أغنيته الأولى في إيرلندا، لكنها لم تلق نجاحاً عالمياً، عندئذ قررت والدة شاين فيلين التدخل، فتوسطت للفريق لدى لويس والش، رونان كيتنغ ليقرروا تبني الفريق وإنتاج أغانيه، لكن تغييرات طرأت على الفريق فتم أستبدال الاسم مرة ثالثة ليصبح "Westside" وتركه ثلاثة أعضاء هم : ديريك، غراهام، مايكل، واختير نيكي وبراين ليحلا مكانهم، لكن رونان كيتنغ لاحظ أن فرقاً غنائية أخرى تحمل الاسم نفسه، فقرروا مجدداً تغيير اسم الفريق ليرسوا أخيراً في 3 يوليو 1998، على "Westlife"

## ألبومات الفرقة
- Westlife (عام 1999)
- Coast to Coast (عام 2000)
- World of Our Own (عام 2001)
- Unbreakable - The Greatest Hits Vol. 1 (عام 2002)
- Turnaround (عام 2003)
- Allow Us to Be Frank (عام 2004)
- Face to Face (عام 2005)
- The Love Album (عام 2006)
- Back home (عام 2007)
- Where We Are (عام 2009)
- Gravity (عام 2010)
- Westlife: Greatest Hits (عام2011)

## اعتزال الفرقة
قام أفراد فرقة ويستلايف بالاعتزال وإنهاء الفرقة الموسيقية ليقوم كل منهم بفنه المفرد في عام 2012 وقامو بحفل اعتزال جماهيري كبير جداً في بلدهم الام ايرلندا في حديقة كروك بارك وقامو بغناء بعض الأغاني المشهورة لهم مثل swear it again وhome وكان عدد الجمهور في الحديقة ما يقارب 18 ألف مشجع ومشجعة وبذلك تنتهي المسيرة الفنية للفرقة بشكل رسمي لينفرد كل منهم بفنه الخاص فمثلا مارك وشاين وكيان أصبحوا مغنيين منفردين ونيكي أصبح راقصاً ولم يعد هناك وجود لويستلايف.

## روابط خارجية
- ويستلايف على موقع IMDb (الإنجليزية)
- ويستلايف على موقع ميوزك برينز (الإنجليزية)
- ويستلايف على موقع أول ميوزيك (الإنجليزية)
- ويستلايف على موقع ديسكوغز (الإنجليزية)